# Queso de Miranda
El queso de La Miranda  es un queso elaborado en Principado de Asturias

## Elaboración
Se coge la leche de vaca de la noche anterior, se le añade cuajo y manteca de vaca. Se calienta hasta los 32 °C. Una vez obtenida la cuajada, se corta y se introduce en los moldes. Se deja en los moldes para desuerar. Una vez desuerado se introduce en salmuera para su salado. Efectuados estros procesos se deja madurar.

## Características
Es un queso semiblando, cilíndrico, cuyo tamaño va desde los 350 gramos hasta los 2 kilos. El interior o pasta es de color crema claro al igual que la corteza que es fina.

## Zona de elaboración
Este queso se elabora en La Miranda, en Avilés, y es fabricado en la quesería de Las Pedreras.